# 群論の用語
群 (G, •) は集合 G で三つの公理を満たす G 上の（つまり G において閉じた）二項演算 "•" を組にしたものである。群の三公理とは
- 演算の結合律:  G の任意の元 a, b, c に対して (a • b) • c = a • (b • c) が成り立つ。
- 単位元の存在:  e ∈ G が存在して、G のいかなる元 a に対しても e • a = a • e = a を満たす。
- 逆元の存在: G のそれぞれの元 a に対して a • b = b • a = e を満たす G の元 b が存在する。ここで e は単位元。

群の簡単な例としては整数全体の集合 Z に加法を考えたもの、0 でない有理数全体の成す集合 Q× に乗法を考えたものが挙げられる。後者はもっと一般に任意の 環 R について、その単元の全体 R× は乗法群を成す。群の定義および更なる例については群の項に譲る。しかし群には上に挙げたものよりももっと一般の構造が含まれる。群論とは、問題とする群の演算や元が具体的にどのような姿をしているかということに依存しない、群についての抽象的な言明を与えることを目的とするものである。
この用語集では群論において広く用いられる基本的な概念についての短い説明を提供する。群論の話題についての一般の記述は群論の項を参照されたい。また、群論の話題一覧 等も参照のこと。

## 基本概念
部分集合 H ⊂ G が G の部分群であるとは、G における演算 • の H への制限が H 上の演算となるときに言う。部分群 H が正規部分群であるとは、H に関する左右の剰余類が一致する（任意の g ∈ G に対して gH = Hg がなりたつ）ときにいう。正規部分群の概念は、群 G の正規部分群 Nによる剰余類の全体が自然に群の構造をもつという点で、部分群の中でも特別な役割を持ったものである。このようにして既知の群から構成される群は剰余群 (residue class group), 商群 (quotient group), 因子群 (factor group) などと呼ばれ、G/N で表される。蝶の補題は群の束における技巧的な結果である。
S が群 G の部分集合とすると、S を含む最小の G の部分群を S が生成する部分群といい、しばしば ⟨S⟩ で表す。
与えられた群の、部分群の全体、および正規部分群の全体は、ともに集合の包含関係にかんして完備束を成す（この性質および関係する結果については束論を参照）。
任意に集合 A が与えられたとき、A を生成系とする自由半群のなかで A を含む最小の部分群を考えることによって群を定義することができる（自由群）。この群は A の元およびそれから作った逆元を使用可能な文字としてできる「語」と呼ばれる有限文字列の全体からなる。文字列同士の積は文字列の結合 (concatenation) によって与えられる（たとえば (abb) ∗ (bca) = abbbca のようになる）。
任意の群 G は基本的に、その元全体からなる集合（台集合）G によって生成される自由群 F(G) の剰余群である。このことは、生成元と基本関係によって表示するという群の定式化を与えるものである。
群の直積、自由積、直和および半直積はそれぞれ異なるやりかたで、いくつかの群を組み合わせて一緒に扱う方法を与える。たとえば、群の有限族 Gi の直積はそれぞれの群の台集合 Gi たちの直積集合を台集合としてそこに成分ごとの演算を群演算として定めるものである。
群準同型は二つの群の間の写像 f: G → H で、演算の定める構造を保つもの、つまり
f(a • b) = f(a) • f(b).
を満たすものを言う。全単射、単射、全射な群準同型はそれぞれ群の同型 (isomorphism)、単準同型 (monomorphism), 全準同型 (epimorphism) と呼ぶ。準同型 f の核 ker(f) は常に正規部分群である。f は先ほどと同じ設定として、準同型定理は G, H および準同型 f の核 ker(f), 像 im(f) の構造に関係するもので、具体的には群の同型
G/ker(f) ≅ im(f).
が成り立つというものである。
群論における重要で基本的な問題の一つは、群を同型の違いを除いて全て決定するという群の分類である。
群の全体に群の間の準同型も全てあわせて考えたものは圏を成す。
普遍代数学において、群は (G, •, e, −1) という形の代数的構造として一般に扱われる。つまり、単位元の存在や各元をその逆元に写す反転写像は、群の厳密な定義において不可欠なものとして扱われる。

## 有限性条件
群 G の位数 |G| （o(G) や ord(G) などとも書く）とは、G の濃度のことをいう。位数 |G| が有限のとき G は有限群であるといい、無限大のとき G を無限群という。群の重要なクラスに、N 文字の置換群あるいは対称群 SN と呼ばれるものがある。ケーリーの定理の示すところによれば、任意の群 G は G 上の対称群の部分群として得られる。有限群論は非常に豊かな理論である。ラグランジュの定理の主張は、有限群 G の任意の部分群 H の位数は G の位数を割り切るということである。これの逆の主張の一部はシローの定理が与えてくれる。これは、pn が G の位数を割り切る最大の p-冪（p は素数）ならば、G は位数 pn の部分群を含むこと、およびそのような部分群の個数についての主張を述べた定理である。有限群の射影極限は射有限群と呼ばれる。射有限群で重要なものは、p-進解析・類体論および l-進コホモロジーで基本的な p-進整数全体の成す環、および Z の射有限完備化であり、それぞれ
{\displaystyle \mathbb {Z} _{p}:=\varprojlim _{n}\mathbb {Z} /p^{n},\quad {\hat {\mathbb {Z} }}:=\varprojlim _{n}\mathbb {Z} /n\mathbb {Z} .}
と表される。
有限群で性質する事実の多くは、射有限群の場合にもそのまま一般化することができる。
ネーター環やアルティン環の概念と同様の、ある部分群の鎖に関する条件を満たすことを課せば、さらなる性質について論じることができる。たとえば、クルル・レマク・シュミットの定理によれば、部分群の鎖に関するある有限性条件を満足する群は直既約部分群の有限個の直積として一意的に書ける。
ほかにも、少し弱い有限性条件として次のようなものがある。群 G の部分集合 A が G を生成するとは、G の任意の元 h が A の元の有限個の積として表されるときにいう。群 G が有限生成であるとは、G の有限部分集合 A で G を生成するものがとれるときに言う。有限生成群は多くの面で有限群と同じくらい扱いやすい群である。

## アーベル群
群の圏にいくつかの制限を設けてもう少し小さいものを考えることができる。特によく理解されている群のクラスはアーベル群（ニールス・アーベルに由来）あるいは可換群と呼ばれるものである。群 G が可換であるというのは
G の任意の元 a, b に対して a • b = b • a
が成立するということ、別な言い方をすれば交換子
[a, b] := a−1b−1ab
が常に単位元に等しいということである。アーベル群ではない群は非可換群であるという。もっと細かいクラスとして巡回群はただ一つの元で生成される群で、巡回群は整数全体の成す加法群 Z に同型（無限巡回群）かまたは整数全体に適当な自然数 n を法とする加法を入れた群 Z/nZ に同型（有限巡回群）である。任意の有限生成アーベル群は（有限および無限）巡回群の直積として表されるという有限生成アーベル群の構造定理が知られている。アーベル群全体の成す圏 Ab はアーベル圏を成す（実は、アーベル圏はアーベル群の圏を原型として定義される概念である）。この逆は、任意のアーベル圏は適当な環上の加群の圏に埋め込まれるというミッチェルの充満埋め込み定理として知られる。

## 正規列
群論において発展した概念の大部分は非可換群に対しても対応できるように考えられている。群がアーベル群からどのくらい離れているのかという群の非可換度を測る概念というのがいくつか存在する。たとえば導来群あるいは交換子群は交換子 [a, b] の全体で生成される部分群であり、また、中心は任意の元と交換可能となるような元全体の成す部分群である。
群 G とその正規部分群 N ⊲ G が与えられたとき、完全列
1 → N → G → H → 1
が得られる。ここで 1 は自明な群で、H は剰余群 G/N である。これは G をふたつのより小さな構成要素へ分解 (decomposition) する手段を与えるものである。これとは逆に、与えられた二つの群 N, H に対して、上記の完全列を満たすような群 G を H の N による拡大と呼ぶ。群 H, N が与えられると多くの異なる群の拡大 G が存在することから、拡大問題が持ち上がってくる。どんな群が与えられても、群の拡大として少なくとも一つ、自明な拡大とよばれる外部直積 G = N × H が常に存在するが、通常はもっとほかにも自明でない拡大が存在する。たとえばクラインの四元群は Z2 による Z2 の非自明な拡大である。これはホモロジー代数およびExt関手の一部を垣間見せるものである。
群が有限群であるとか、 p-群（任意の元の位数が素数 p の冪）であるとかいったような、群の多くの性質は群の拡大、部分群をとる操作、剰余群の構成で保たれる。つまり、N と H がその性質をもつならば G もそうであり、また逆も言える。したがってこの種の情報は、それが有効である限りにおいて、完全列の意味での小さな構成要素にも適用して、与えられた群をどんどん分解していくことの道筋と意味を与えてくれる。この操作を繰り返せばそれはいつかは終わり、基本的な群として非自明な正規部分群を持たない群 G という概念に到達する。このような群 G は単純群と呼ばれる。単純という名に反して、単純群は実に複雑な構造を持ちうることに気をつけるべきである。たとえばモンスター群はその位数が約 1054 もある。有限単純群については詳しく調べられていて、有限単純群の分類はすでに終了している。
帰納的に群から正規部分群を（存在すれば）取り出すことを繰り返せば、正規列
1 = G0 ⊲ G1 ⊲ ... ⊲ Gn = G
が得られる。これは各群 Gi がその次の番号の群 Gi+1 の正規部分群になっているような列である。可解群は、各組成因子 Gi+1/Gi が全てアーベル群となっているような正規列（アーベル的正規列）を持つ群のことである。組成因子 Gi+1 / Gi についてのさらなる可換性の制約を課して中心列を考えれば冪零群の概念が導かれる。これらは群の元 gi を任意に選ぶとき
[...[[g1, g2], g3], ..., gn] = 1
が成立するという意味でアーベル群を近似するものである。
与えられた群 G に対して異なる種類の正規列が存在しうる。与えられた正規列にさらに正規部分群を追加して正規列の細分を得ることができないとき、その正規列は群 G の組成列であるという。ジョルダン・ヘルダーの定理により、与えられた群の二つの組成列は必ず互いに同値となる。

## その他の概念
一般線型群 GL(n, F) は、各成分が（実数全体 R や複素数全体 C などの）体 F に値をとる n-次正則行列全体の成す群である。
線型表現（生成元と関係式による群の表示と混同してはならない）は、抽象群から一般線型群への準同型のことである。これは扱いづらい抽象群を「正則行列のなす群」という具体的なもので「表現」することで、群を調べやすくしようというものである。